# Rzeczyca (Polkowice)
Pour les articles homonymes, voir Rzeczyca.
Rzeczyca est une localité polonaise de la gmina de Grębocice, située dans le powiat de Polkowice en voïvodie de Basse-Silésie.